# Josh Fisher
Joseph A. "Josh" Fisher (Bronx, 22 de julho de 1946) é um cientista da computação estadunidense.
Fisher estudou matemática na Universidade de Nova Iorque e informática no Instituto Courant de Ciências Matemáticas, com um doutorado em 1979, orientado por Ralph David Grishman, com a tese The Optimization of Horizontal Microcode within and Beyond Basic Blocks: an Application of Processor Scheduling with Resources.
Em 1984 foi um dos fundadores da Multiflow, fabricante de mini-supercomputadores, que perdurou até 1990, sendo um dos pioneiros da arquitetura Very Long Instruction Word (VLIW). Isto ocorreu ao mesmo tempo com seus concorrentes Cydrome (Bob Rau) e Culler-Harrison (Glen Culler).
Em 1990 foi para a Hewlett-Packard (HP), onde aplicou a tecnologia VLIW no projeto PA-WW (Precision Architecture Wide-Word), do qual resultou na metade da década de 1990 a arquitetura Intel IA-64, do trabalho conjunto da Intel e HP.
Recebeu o Prêmio Eckert–Mauchly de 2003, pela descoberta de arquitetura de computador com Very Large Instruction World (VLIW), como também seu colega da HP Bob Rau.